# Europa sul toro
Europa sul toro è un affresco rinvenuto nella casa di Giasone a Pompei e custodito all'interno del Museo archeologico nazionale di Napoli.

## Storia e descrizione
Realizzato tra il 20 e il 25, l'affresco decorava l'oecus della casa di Giasone, insieme ad altri due, Eracle e Nesso e Pan e le ninfe, tutti staccati dalla loro posizione originaria per ricavarne dei quadretti.
L'affresco è in quarto stile e ha come tema il rapimento di Europa da parte di Zeus, trasformatosi in toro. La pittura segue il tipico schema ellenistico piramidale: apice della piramide è la colonna, chiaro riferimento alla figura divina di Zeus, disegnata sullo sfondo, insieme a una quercia; il resto dello sfondo è caratterizzato da un paesaggio roccioso, colorato di bianco. La scena principale invece vede Europa seduta sul toro: la donna, che presenta notevoli similitudini alle raffigurazioni di Venere insieme a Marte, è seminuda, con la mano destra dietro alla testa regge il mantello e con la sinistra si mantiene a un corno dell'animale. Sulla destra sono raffigurate tre ancelle di cui due in posizione più distaccata, quasi non interessate all'avvenimento, mentre una accarezza il toro; questa ancella presenta tutti i limiti del pittore: infatti è sproporzionata rispetto alle altre due e l'artista ha dimenticato di dipingerle il braccio destro e il sinistro sembra attaccato direttamente al collo. Dell'affresco esistono due copie, uno nella casa di Lucio Vetuzio Placido e un altro, andato perduto, nello scavo del Principe di Montenegro, noto grazie a un acquerello di Giuseppe Abbate.